# Stein (Schleswig-Holstein)
Stein település Németországban, Schleswig-Holstein tartományban. Lakosainak száma 852 fő (2023. december 31.).

## Népesség
A település népességének változása:
| Lakosok száma | 391  | 773  | 777  | 764  | 839  | 852  |
|               | 1975 | 2017 | 2019 | 2021 | 2022 | 2023 |